# Perkam
Perkam – miejscowość i gmina w Niemczech, w kraju związkowym Bawaria, w rejencji Dolna Bawaria, w regionie Donau-Wald, w powiecie Straubing-Bogen, wchodzi w skład wspólnoty administracyjnej Rain. Leży około 10 km na zachód od Straubingu, nad rzeką Kleine Laber, przy linii kolejowej Straubing – Landshut.

## Dzielnice
W skład gminy wchodzą następujące dzielnice: Perkam, Pilling, Pilling-Siedlung i Radldorf.

## Demografia
| Rok  | Liczba mieszk. |
| ---- | -------------- |
| 1970 | 1090           |
| 1987 | 1104           |
| 2000 | 1348           |

## Oświata
(na 1999)

W gminie znajduje się przedszkole oraz szkoła podstawowa (około 100 uczniów).